# Première quantification
Une première quantification d'un système physique est un traitement éventuellement semi-classique de la mécanique quantique, dans lequel des particules ou des objets physiques sont traités à l'aide de fonctions d'ondes quantiques mais l'environnement environnant (par exemple un puits de potentiel ou un champ électromagnétique en vrac ou un champ gravitationnel) est traité de manière classique.
Cependant, cela ne doit pas être le cas. En particulier, une version entièrement quantique de la théorie peut être créée en interprétant les champs en interaction et leurs potentiels associés comme des opérateurs de multiplication, à condition que le potentiel soit écrit dans les coordonnées canoniques compatibles avec les coordonnées euclidiennes de la mécanique classique standard. La première quantification est appropriée pour étudier un seul système de mécanique quantique (à ne pas confondre avec un système à une seule particule, car une seule fonction d'onde quantique décrit l'état d'un seul système quantique, qui peut avoir arbitrairement de nombreux composants complexes, et dont l'évolution est donnée par une seule équation de Schrödinger découplée) contrôlée par des appareils de laboratoire régis par la mécanique classique, par exemple un voltmètre d'ancienne génération (dépourvu de dispositifs à semi-conducteurs modernes, qui reposent sur la théorie quantique - mais bien que cela soit suffisant, il n’est pas nécessaire), un simple thermomètre, un générateur de champ magnétique, etc.

## Systèmes à une particule
En général, l'état à une particule pourrait être décrit par un ensemble complet de nombres quantiques désignés par {\displaystyle \nu } . Par exemple, les trois nombres quantiques {\displaystyle n,l,m} associé à un électron dans un potentiel de coulomb, comme l'atome d'hydrogène, forme un ensemble complet (en ignorant le spin). Par conséquent, l'état est appelé {\displaystyle |\nu \rangle } et est un vecteur propre de l'opérateur hamiltonien. On peut obtenir une représentation de fonction d'état de l'état en utilisant {\displaystyle \psi _{\nu }(\mathbf {r} )=\langle \mathbf {r} |\nu \rangle } . Tous les vecteurs propres d'un opérateur hermitien forment une base complète, donc on peut construire n'importe quel état {\displaystyle |\psi \rangle =\sum _{\nu }|\nu \rangle \langle \nu |\psi \rangle } obtention de la relation d'exhaustivité:
{\displaystyle \sum _{\nu }|\nu \rangle \langle \nu |=\mathbf {I} }
Toutes les propriétés de la particule pourraient être connues en utilisant cette base vectorielle.

## Systèmes à plusieurs particules
Lorsqu'on se tourne vers des systèmes à N particules, c'est-à-dire des systèmes contenant N particules identiques, donc des particules caractérisées par les mêmes paramètres physiques tels que la masse, la charge et le spin, une extension de la fonction d'état d'une seule particule {\displaystyle \psi (\mathbf {r} )} à la fonction d'état à N particules {\displaystyle \psi (\mathbf {r} _{1},\mathbf {r} _{2},...,\mathbf {r} _{N})} est nécessaire. Une différence fondamentale entre la mécanique classique et quantique concerne le concept d'indiscernabilité de particules identiques. Seules deux espèces de particules sont ainsi possibles en physique quantique, les dits bosons et les fermions qui obéissent aux règles:
{\displaystyle \psi (\mathbf {r} _{1},...,\mathbf {r} _{j},...,\mathbf {r} _{k},...,\mathbf {r_{N}} )=+\psi (\mathbf {r} _{1},...,\mathbf {r} _{k},...,\mathbf {r} _{j},...,\mathbf {r} _{N})} (bosons),
{\displaystyle \psi (\mathbf {r} _{1},...,\mathbf {r} _{j},...,\mathbf {r} _{k},...,\mathbf {r_{N}} )=-\psi (\mathbf {r} _{1},...,\mathbf {r} _{k},...,\mathbf {r} _{j},...,\mathbf {r} _{N})} (fermions).
Où nous avons échangé deux coordonnées {\displaystyle (\mathbf {r} _{j},\mathbf {r} _{k})} de la fonction étatique. La fonction d'onde habituelle est obtenue en utilisant le déterminant de Slater et la théorie des particules identiques. En utilisant cette base, il est possible de résoudre divers problèmes à plusieurs particules.

## Voir également
- Quantifications canoniques
- Quantification géométrique
- Quantification
- Deuxième quantification

## Les références
1. ↑  (en) Dirac, « Generalized Hamiltonian Dynamics », Canadian Journal of Mathematics, vol. 2,‎ 1950, p. 129–148 (ISSN 0008-414X, DOI 10.4153/cjm-1950-012-1, lire en ligne)
2. ↑  E. Merzbacher, Quantum mechanics, New York, John Wiley & sons, 1970 (ISBN 0471887021)